# Élections législatives grecques de 1843
Les élections législatives grecques du 16 septembre (7 septembre a.s.) 1843 font suite au coup d'État du 3 septembre 1843.
Elles élisent une assemblée nationale constituante qui rédige la constitution grecque de 1844.

## Mode de scrutin
La loi électorale de 1822 avait été remplacée en 1829 par une simple résolution gouvernementale qui avait réorganisé le système électoral. Le scrutin était indirect sur deux niveaux. Tous les citoyens étaient électeurs au premier niveau. Ils désignaient des grands électeurs dont le nombre était proportionnel à la population de la circonscription électorale. Les élus de 1843 provenaient des diverses régions de l'État grec, mais aussi des régions considérées comme grecques mais encore sous contrôle ottoman.

## Résultats
Les partis étaient alors plutôt identifiés par le nom de leur chef de file. Une partie étaient des anciens de la guerre d'indépendance grecque, réduits au silence durant le règne d'Othon, tandis qu'une nouvelle génération d'hommes politiques faisait son apparition.
Il y avait 243 sièges à pourvoir car les assemblées constituantes avait traditionnellement un nombre de sièges double,. Une « coalition des trois partis » (Parti anglais, Parti français, Parti russe) s'imposa avec 120 sièges (49,4 % des sièges) ; le « Parti de Makriyánnis  » arriva deuxième 60 sièges.
| Coalition des trois partis                                  | 120 |
| Parti de Makriyánnis                                        | 60  |
| Parti de Rígas Palamídis                                    | 30  |
| Indépendants                                                | 33  |
| Total                                                       | 243 |
| Source : Pantelis, Koutsoubinas, Gerapetritis, 2010, p. 853 |     |